# Fortunato Castillo
Fortunato Castillo Andia (Yacuiba, 16 de marzo de 1939) es un exfutbolista boliviano. Jugaba como delantero.

## Selección nacional
Representó a la Selección de Bolivia en el histórico plantel que se proclamó campeón de la Campeonato Sudamericano 1963.

### Participaciones en Copas América
| Torneo            | Sede    | Resultado | Partidos | Goles |
| ----------------- | ------- | --------- | -------- | ----- |
| Copa América 1963 | Bolivia | Campeón   | 6        | 3     |

## Clubes
| Club            | País    | Año         |
| --------------- | ------- | ----------- |
| Chaco Petrolero | Bolivia | 1961 - 1965 |
| Bolívar         | Bolivia | 1966 - 1967 |

## Palmarés

### Títulos internacionales
| Título       | Club                | Sede    | Año  |
| ------------ | ------------------- | ------- | ---- |
| Copa América | Selección Boliviana | Bolivia | 1963 |